# International Commission on Radiological Protection
International Commission on Radiological Protection (ICRP), är en oberoende ideell organisation som fungerar som rådgivande internationellt organ för strålskydd. ICRP är lokaliserad och registrerad som ideell organisation i Storbritannien, men har även ett vetenskapligt sekretariat i Sverige. 

## Publikationer
ICRP publicerar rekommendationer och rapporter i en tidskriftsserie med namnet "Annals of the ICRP". Eftersom ICRP är en oberoende organisation är rekommendationerna i sig inte styrande men har ändå ett stort inflytande på strålskyddslagstiftning och strålskyddsarbete i enskilda länder. 

## Historia
Organisationen grundades 1928, då med namnet "the International Society of Radiology (ISR, the professional society of radiologist physicians)". 1950 erhöll organisationen sitt nuvarande namn i samband med en omorganisation för att bättre fokusera på icke-medicinska frågor om strålning.

## Svenskt deltagande
Den svenske fysikern Rolf Sievert var en av grundarna av ICRP 1928 och blev senare dess ordförande i två perioder, 1956-1959 och 1959-1962. Hans kollega vid Radiumhemmet Bo Lindell har också varit ordförande under två perioder, 1977-1981 och 1981-1985. Under perioden 2005-2009 innehades posten av Lars-Erik Holm.